# Румянцевский
Румянцевский — поселок в Плавском районе Тульской области в составе Молочно-Дворского сельского поселения

## География
Поселок находится в юго-западной части Тульской области на расстоянии приблизительно 14 км на юго-запад по прямой от города Плавск, административного центра района южнее станции Горбачёво.

## История
В конце 1930-х годов здесь было учтено 20 дворов.

## Население
Постоянное население составляло 82 человека (русские 90 %) в 2002 году, 77 в 2010.